# Vesa (Vorname)
Vesa ist ein weiblicher und männlicher Vorname.

## Herkunft und Bedeutung
Der weibliche Name wird vor allem im Albanischen verwendet und stammt von vesë ab, was Tau bedeutet.
Die männliche Variante ist finnischen Ursprungs und bedeutet Spross/junger Baum.

## Bekannte Namensträgerinnen
- Vesa Luma (* 1986), kosovarische Sängerin, Songwriterin und Journalistin

## Bekannte Namensträger
- Vesa Hakala (* 1968), finnischer Skispringer
- Vesa Hietalahti (* 1969), finnischer Biathlet
- Vesa-Matti Loiri (1945–2022), finnischer Schauspieler, Musiker und Kabarettist
- Vesa Mäkipää (* 1965), finnischer Ski-Orientierungsläufer
- Vesa Mars (* 1961), finnischer Fußballspieler
- Vesa Pöntiö (* 1967), finnischer Biathlet
- Vesa Ponto (* 1971), finnischer Eishockeyspieler
- Vesa Punkari (* 1976), finnischer Unihockey-Spieler
- Vesa Toskala (* 1977), finnischer Eishockeytorwart
- Vesa Viitakoski (* 1971), finnischer Eishockeyspieler und -trainer